# Occupatio (римское право)
Оккупация (лат. Occupatio) — термин римского права, первоначально означал приобретение права собственности на бесхозяйную вещь (лат. res nullius).

## В Древнем Риме
Римские юристы считали положением естественного права, что никому не принадлежащие вещи становятся собственностью первого завладевшего ими («Quodenim nullius est, id ratione naturali occupanti conceditur»; отсюда позднее составленное выражение: res nullius cedit primo occupanti). Оккупация обосновывала право собственности захватчика и распространялась на все бесхозяйные вещи согласно принципу, выраженному в законах XII таблиц, — бесхозяйная вещь следует за первым захватившим (лат. res nullius cedit primo occupanti).
Вещи, принадлежавшие всем (лат. res omnium communes), были главными объектами для такого захвата — путём охоты, рыболовства и птицеводства. Сюда относились появившиеся в море острова, а также камни, раковины и т. п., находившиеся на морском берегу или на дне моря, дикие звери в их естественном состоянии свободы, независимо от того, как последовало овладение ими. Римское право не признавало за собственником земельного участка исключительного права охоты на этом участке, которое мешало бы таким захватам. Наконец, сюда относились вещи, брошенные прежним собственником (лат. res derelictae).
Однако оккупация брошенной вещи ещё не основывает прямого права собственности: доюстиниановское право требовало к тому же usucapio (приобретательная давность), и только при Юстиниане стало достаточно самой оккупации.
Вражеское имущество считалось бесхозяйным и могло быть предметом оккупации, но не всё. Военная добыча принадлежала государству, а солдаты получали в собственность лишь часть добычи, предоставлявшуюся им полководцами.

## В позднейшем римском праве
Когда вся пустая земля объявляется собственностью государства — что совершилось очень рано и в Западной Европе, и в России, — тогда право на произвольный захват её со стороны всех и каждого, по крайней мере теоретически, не допускается, а захват совершившийся признается достаточным основанием приобретения в собственность в силу иного начала — давности.
В позднейшем римском праве оккупации подлежала лишь небольшая группа предметов: не принадлежавшие никому морские острова, живущие на свободе в море, реках и на земле звери, птицы и рыбы, птичьи гнезда и яйца, мед диких пчел, продукты моря, речной лед и вещи, оставленные или брошенные их прежними владельцами с намерением отказаться от права собственности на них.

## В международном праве
На праве оккупации были основаны все европейские приобретения и владения новых государств в Америке, Австрии и Австралии, с прилегающими к ним островами. Юридическая разработка условий международной оккупации вызвана была к жизни, в особенности, открытиями новых земель в XV и XVI столетиях. Имея возможность занять лишь незначительную часть открытых вновь земель, европейские государства (португальцы, испанцы, англичане в особенности) выражали, тем не менее, претензии на господство не только в этой части, но и во всей открытой земле. Возникавшие отсюда споры восходили на решение пап. Ряд папских булл — начиная с известной буллы папы Александра VI, которой Фердинанду и Изабелле испанским, с их наследниками, были пожалованы все открытые и имеющие быть вновь открытыми материки и острова на юг от определенной линии, — является первым источником правил относительно международной оккупации никому не принадлежащих земель.
К разбору выставленных ими начал приурочивается и развившаяся позднее юридическая литература, прежде всего Mare liberum Гуго Гроция, отрицавшего решающее значение папского авторитета и вызвавшего подробное исследование вопроса со стороны других юристов. Основным из них было требование наличности не только символического занятия или простого намерения завладеть, но и фактической силы, достаточной для обладания — правило, значительно суживавшее пределы притязаний завоевателей и потому на практике не применявшееся.
Вопрос о международной оккупации вновь вызван был к жизни колониальными приобретениями европейских государств в Африке и спорами из-за этих приобретений, в особенности о берегах реки Конго. Созванная в октябре 1884 г. для решения этих споров берлинская конференция выработала новые правила оккупации свободных земель европейскими государствами. Сущность этих правил и других, относящихся к оккупации начал современного международного права, заключается в следующем:
1) объектом оккупации могут быть только никому не принадлежащие земли и области, обитаемые варварскими племенами, не имеющими прочной государственной организации;
2) она совершается лишь с согласия государства, в пользу которого делается;
3) последнее должно определенным образом проявить свое намерение оккупировать данную область (водружением герба или флага или фактическим занятием);
4) пределы завладения определяются фактической возможностью для правительства поддерживать свой авторитет на занятом пространстве, где нет проявлений власти государства, там нет и завладения;
5) держава, занимающая какую-нибудь область с целью завладения, обязана довести о том дипломатическим путем до сведения другие государства, с указанием границ занимаемой области.